# 底特律玛瑙
底特律玛瑙（英語：Detroit agate），也称福特石（fordite）、汽车城玛瑙（Motor City agate），是汽车厂内的汽车喷漆长期覆盖、积累而形成的硬块，具有丰富的颜色并可以像宝石一样进行切割、抛光。
传统上汽车厂里以手工喷涂方式为车体上漆，在此操作中有一些过剩的喷漆会喷涂到附近的机械和地面等处。天长日久，各种颜色的喷漆层层积累。由于生产过程中为了使涂料干燥、硬化所做的高温加热工序也长期多次重复，使得积累的漆块也非常坚硬。
现代汽车的喷漆工艺已变更为静电喷塑，该工艺利用高压静电电晕电场的原理，通过将喷枪与汽车部件接高压正、负极形成静电电场，使涂料粉末吸附在汽车部件上。新工艺技术的应用让喷漆不再过剩，使得底特律玛瑙失去了形成条件。

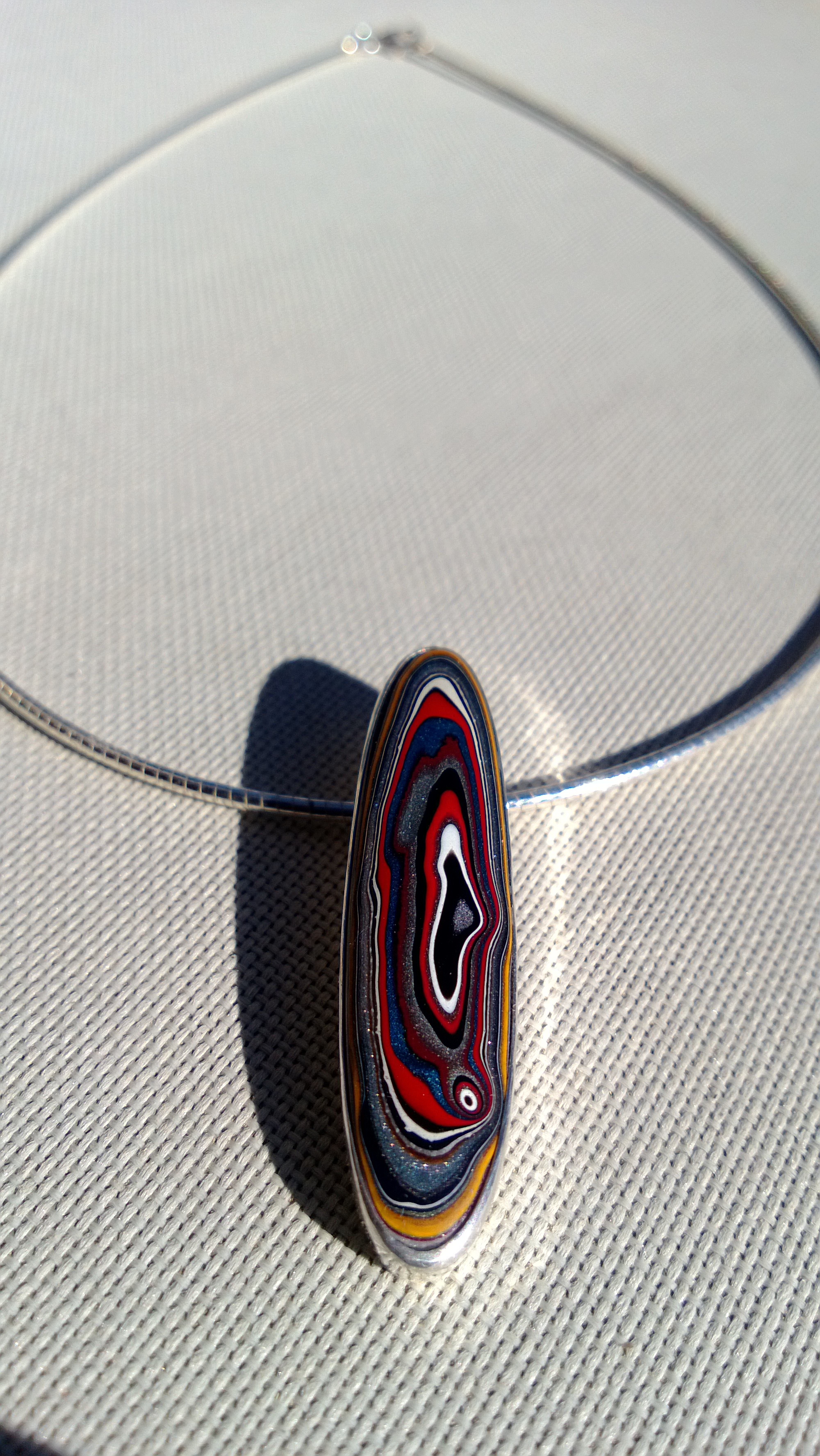
以底特律玛瑙所制的配饰
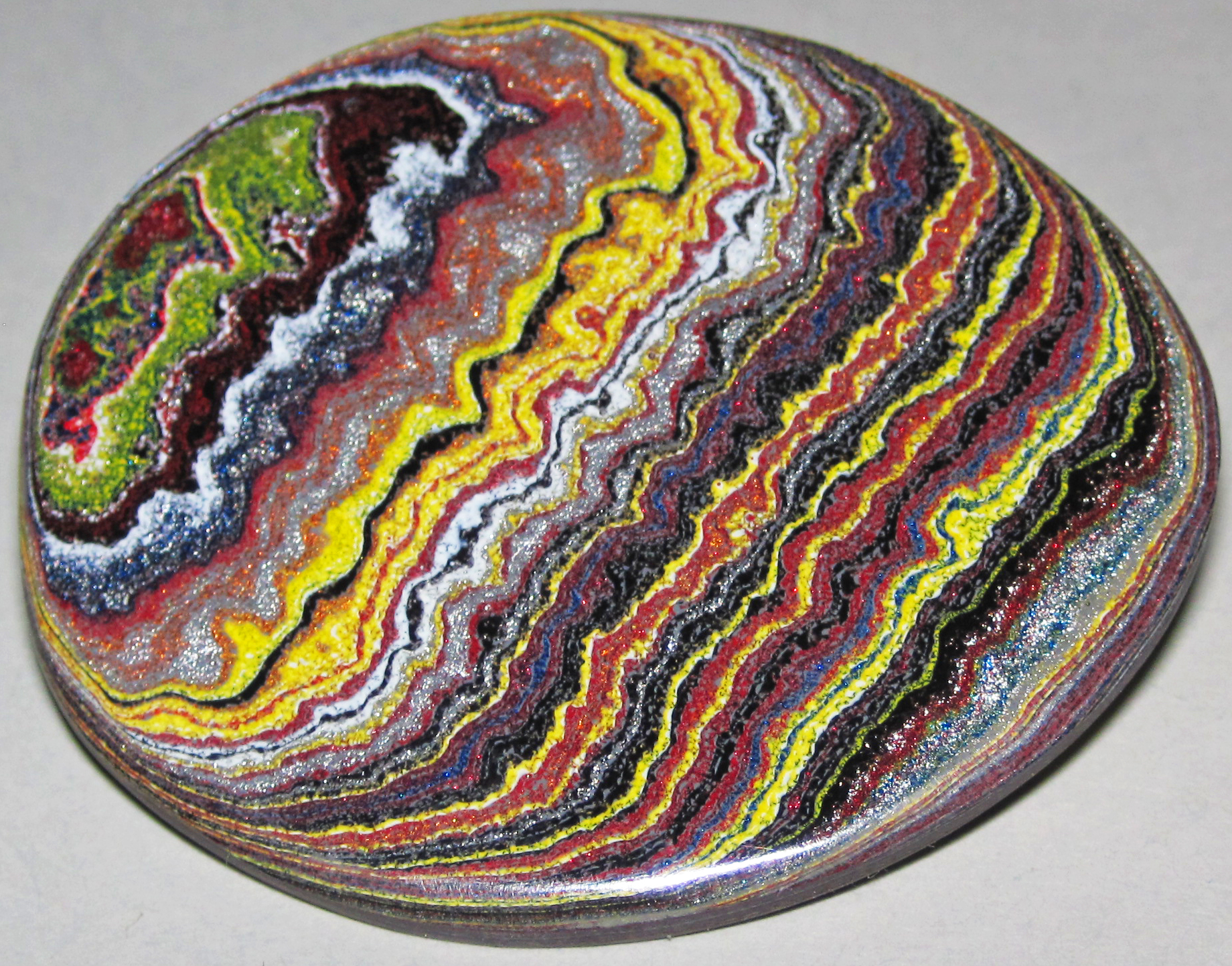
打磨过的底特律玛瑙
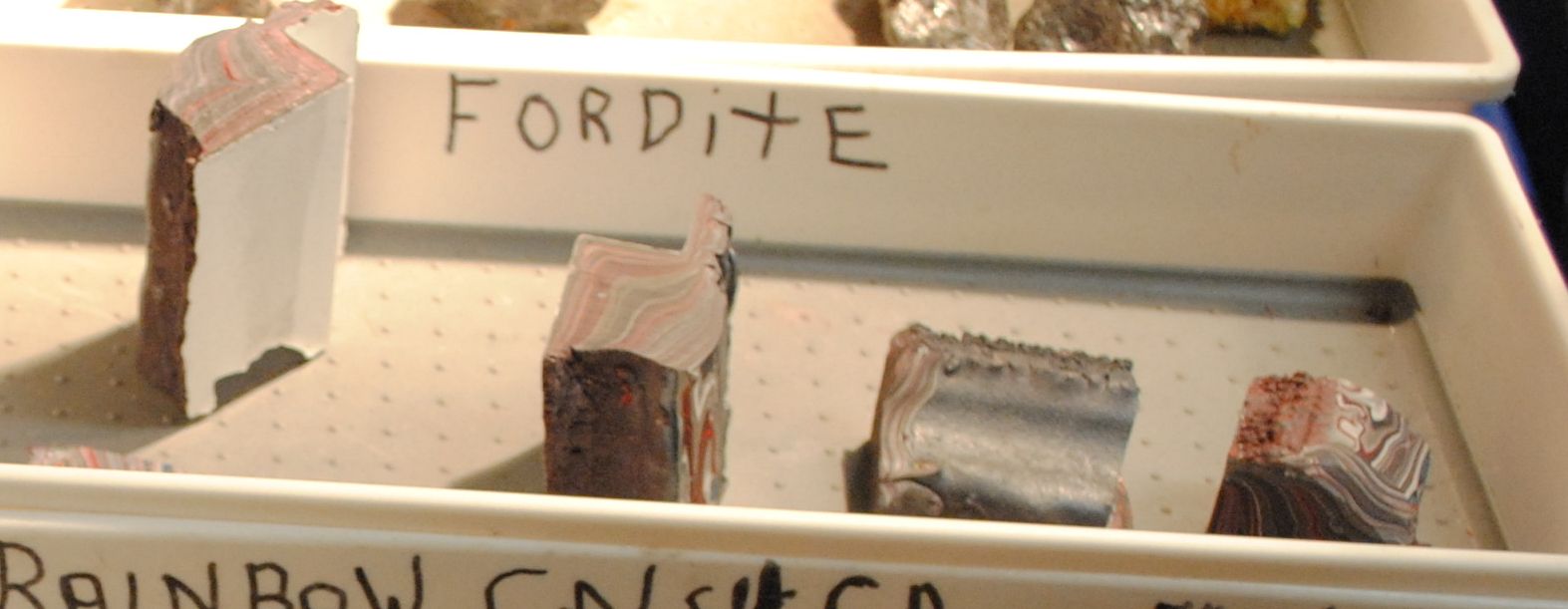
未打磨过的底特律玛瑙